# 426 TCN
Năm 426 TCN là một năm trong lịch Julius. 